# Kepler-57b
Kepler-57b é um dos dois planetas extrassolares orbitando em torno de Kepler-57, uma estrela localizada a cerca de 1859 anos-luz (570 pc) de distância a partir da Terra, na constelação de Cygnus. Ele tem uma massa de 5,03 massas terrestres e um raio de 2,19 raios terrestres. Foi descoberto pelo método de trânsito, quando o efeito de escurecimento que faz um planeta como ele quando cruza em frente da sua estrela é medido, em 2012. Kepler-57b foi descoberto pelo telescópio espacial Kepler e foi inicialmente classificado como um candidato a planeta. Transita sua estrela a cada 5,73 dias para 1,1185 horas. Regulares variações no tempo de trânsito confirma sua natureza planetária.